# Hellenic College Holy Cross Greek Orthodox School of Theology
Die Hellenic College Holy Cross Greek Orthodox School of Theology (HCHC, griechisch Ελληνορθόδοξη Θεολογική Σχολή του Τιμίου Σταυρού, deutsch: Hellenisches Kolleg, Heilig Kreuz griechisch-orthodoxe Schule für Theologie) ist ein orthodoxes Liberal arts college und Seminar in Brookline (Massachusetts).

## Geschichte
Das Institut wurde ursprünglich 1937 in Pomfret (Connecticut) von Erzbischof Athinagoras als Holy Cross Theological School ins Leben gerufen. 1946 wurde die Schule nach Brookline, Massachusetts verlegt. 1966 wurde das Seminar zu einem vollen vierjährigen College erweitert, das 1968 seinen Betrieb aufnehmen konnte. Holy Cross wurde akkreditiert und entwickelte sich zu einer der einflussreichsten Lehranstalten der orthodoxen Kirchen in der Neuen Welt.

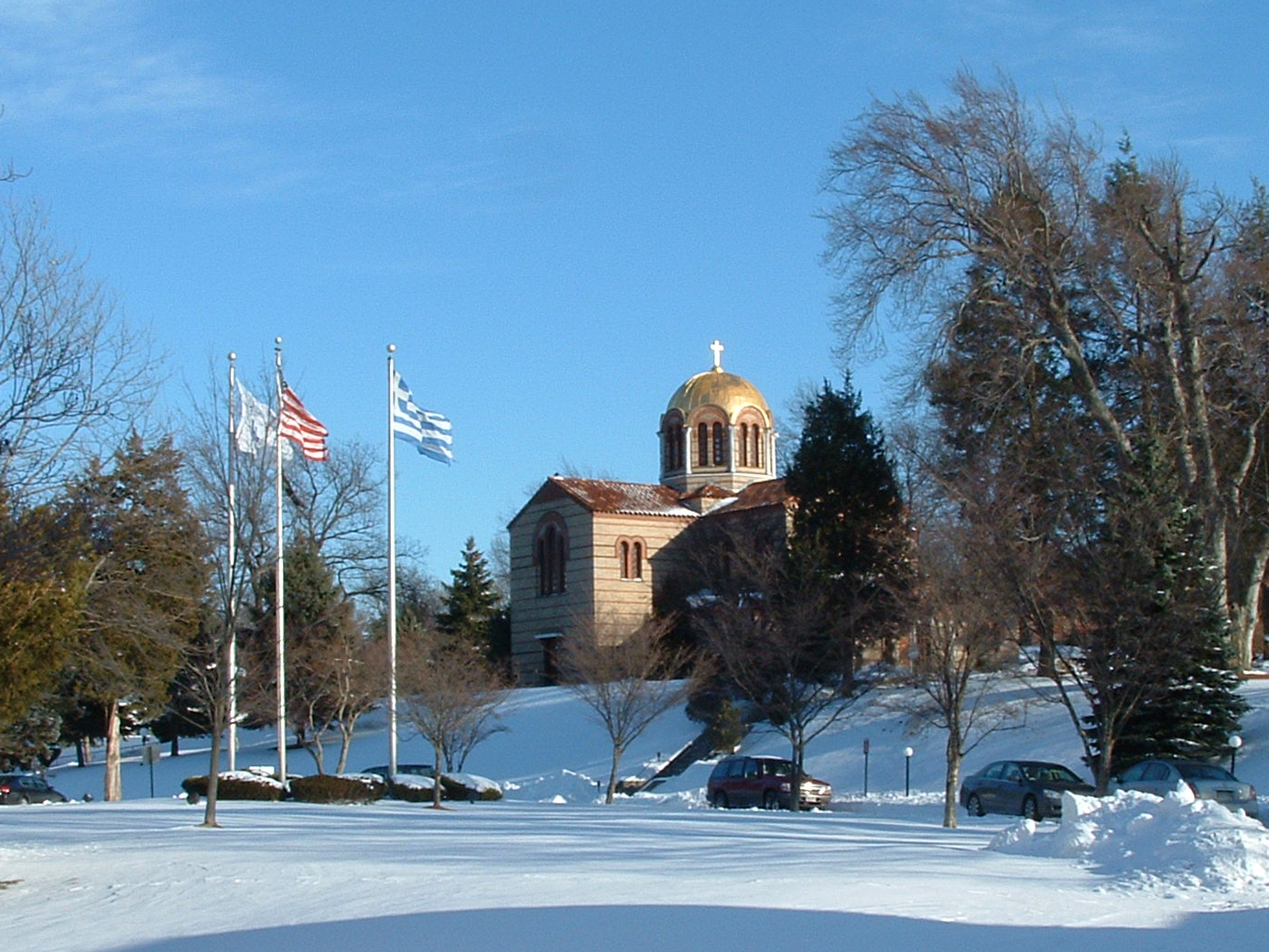
Chapel of the Holy Cross, Hellenic College

## Lehrangebot und Akkreditierung
Hellenic College bietet als Studienabschluss den Bachelor of Arts.  
Die Holy Cross Greek Orthodox School of Theology bietet Graduierten den Master of Divinity (M.Div.), den Master of Theological Studies (M.T.S.), und den Master of Theology (Th.M.).
Hellenic College und Holy Cross wurden 1974 von der New England Association of Schools and Colleges akkreditiert, dabei wurden beide als Hellenic College zusammengefasst. Die School of Theology wurde darüber hinaus im gleichen Jahr durch die Association of Theological Schools in the United States and Canada akkreditiert. Holy Cross ist Teil des Boston Theological Institute.

## Campus
Hellenic College befindet sich auf einem Campus von 24 Hektar in Brookline, im Einzugsbereich von Boston, auf dem ehemaligen Grundstück der Bostoner Familie Weld. Früher übten dort die Boston Celtics.

## Sommerprogramme
- „Crossroad“ ist ein zehntägiges Programm, in dem orthodoxe High-School-Absolventen und Oberstufenschüler ihre Berufung erproben können.
- Das „Pappas Patristic Institute“ ist ein seminargestütztes Programm, das den Schwerpunkt auf die Lektüre der frühen Kirchenväter legt.

### Präsidenten
- 1966–1971: Leonidas C. Contos
- 1971–1976: Metropolit Iakovos (Garmatis), Chicago
- 1976–1986: Thomas C. Lelon
- 1987–1989: Metropolit Silas (Koskinas), New Jersey
- 1989–1995: Metropolit Methodios (Tournas), Boston
- 1995–1997: Alkividias C. Calivas
- 1997–1998: Metropolit Isaiah (Chronopoulos), Denver
- 1998–1999: Archimandrit Damaskinos V. Ganas
- 2000–2015: Nicholas Triantafilou

### Bekannte Professoren
- Georgi Wassiljewitsch Florowski
- Stanley S. Harakas
- John S. Romanides
- Theodore Stylianopoulos
- Nomikos Vaporis

### Gegenwärtiger Lehrkörper
Holy Cross Greek Orthodox School of Theology:
- Demetrios von Amerika (Erzbischof), Chairman of the Board of Trustees of Hellenic College and Holy Cross Greek Orthodox School of Theology
- Dr. George Bebis, Professor Emeritus (Patristics)
- Dr. Bruce Beck, Assistant Professor of New Testament, Director of the Pappas Patristic Institute
- Dr. Alkiviadis Calivas, Professor Emeritus (Liturgics)
- Dr. Emmanuel Clapsis, Archbishop Iakovos Professor of Orthodox Theology
- Dr. John A. Cotsonis, Director of the Archbishop Iakovos Library and Learning Resource Center
- George Dragas, Professor of Patrology & Patristics
- Thomas FitzGerald, Professor of Church History & Historical Theology
- Grammenos Karanos, Assistant Professor of Byzantine Music
- Philip Mamalakis, Assistant Professor of Pastoral Care and Director of Field Education
- Maximos of Simonopetra, Visiting Professor of Theology
- Dr. George C. Papadimitriou, Professor Emeritus
- Dr. Timothy Patitsas, Assistant Professor of Christian Ethics
- Dr. Lewis Patsavos, Professor Emeritus of Canon Law
- Dr. Eugen J. Pentiuc, Professor of Old Testament and Hebrew
- Dr. James C. Skedros, Interim Dean of Holy Cross and Cantonis Professor for Byzantine Studies and Professor of Early Christianity and Byzantine History
- Dr. Evie Zachariades-Holmberg, Professor of Classics and Ecclesiastical/Patristic Greek Language and Literature
- Philip Zymaris, Assistant Professor der Liturgie

Hellenic College:
- Demetrios S. Katos, Professor of Religious Studies and Dean of Hellenic College
- John Chirban, Professor and Chairman of the Human Development Program
- Stamatia Dova, Professor of Classics and Modern Greek Studies
- Ellen Lanzano, Professor of English and Chairperson of the Literature and History Program
- Alice McIntyre, Professor and Chairperson of the Elementary Education Program
- Aristotle Michopoulos, Professor and Chairman of the Greek Studies Department

### Alumni
- Metropolit Methodios (Tournas) von Boston (Greek Orthodox Archdiocese of America)
- Metropolit Isaiah (Chronopoulos) von Denver (Greek Orthodox Archdiocese of America)
- Metropolit Gerasimos (Michaleas) von San Francisco (Greek Orthodox Archdiocese of America)
- Metropolit Nicholas (Pissare) von Detroit (Greek Orthodox Archdiocese of America)
- Metropolit Evangelos (Kourounis) von New Jersey (Greek Orthodox Archdiocese of America)
- Metropolit Savas (Zembillas) von Pittsburgh (Greek Orthodox Archdiocese of America)
- Metropolit Philip (Saliba), Primas der Antiochian Orthodox Christian Archdiocese of North America
- Metropolit Nikitas (Lulias) von Dardanellia, Direktor of the Berkeley, California-based Patriarch Athenagoras Orthodox Institute
- Bischof Dimitrios (Couchell) von Xanthos, (Titularbischof, Ökumenisches Patriarchat von Konstantinopel)
- Bischof Andonios (Paropoulos) von Phasiane, Hilfsbischof, Kanzler der Greek Orthodox Archdiocese of America
- Bischof Demetrios von Mokissos, Hilfsbischof, Chancellor of the Greek Orthodox Metropolis of Chicago
- Father Demetrios Constantelos

### Bestattungen
- Erzbischof Iakovos von Amerika
- Metropolit Silas (Koskinas) von Saranta Ekklesia, früher Metropolit der Greek Orthodox Diocese of New Jersey
- Bischof Gerasimos (Papadopoulos) von Abydos